# マーキス・カット

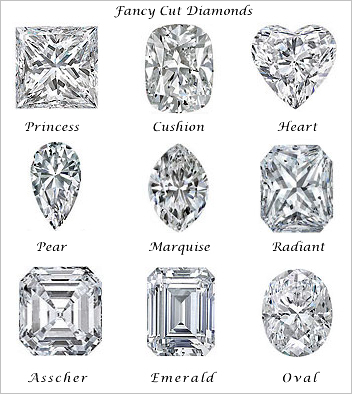
画像中央がマーキス・カット

- マーキス・カット
- マーキーズ・カット
- マーキース・カット

マーキス・カット（英: Marquise cut）は宝石の整形・加工方法のひとつである。楕円の両端を尖らせた、上から見ればラグビー（もしくはアメフト）ボールのような形をしており、ファセット・カットのような多数の面を持つカット。「マーキーズ・カット」、または「マーキース・カット」と呼ばれる事もある。Marquiseとは侯爵夫人の意。
動植物を模したアクセサリーに蝶の羽や花弁といった形で使用される事が多い。